# Olympus Corporation
Pour les articles homonymes, voir Olympus.
Olympus Corporation (オリンパス株式会社, Orinpasu Kabushiki-gaisha) est un fabricant japonais de matériel médical (endoscopes) et de matériel industriel (scanners, sondes, caméras).

## Activités

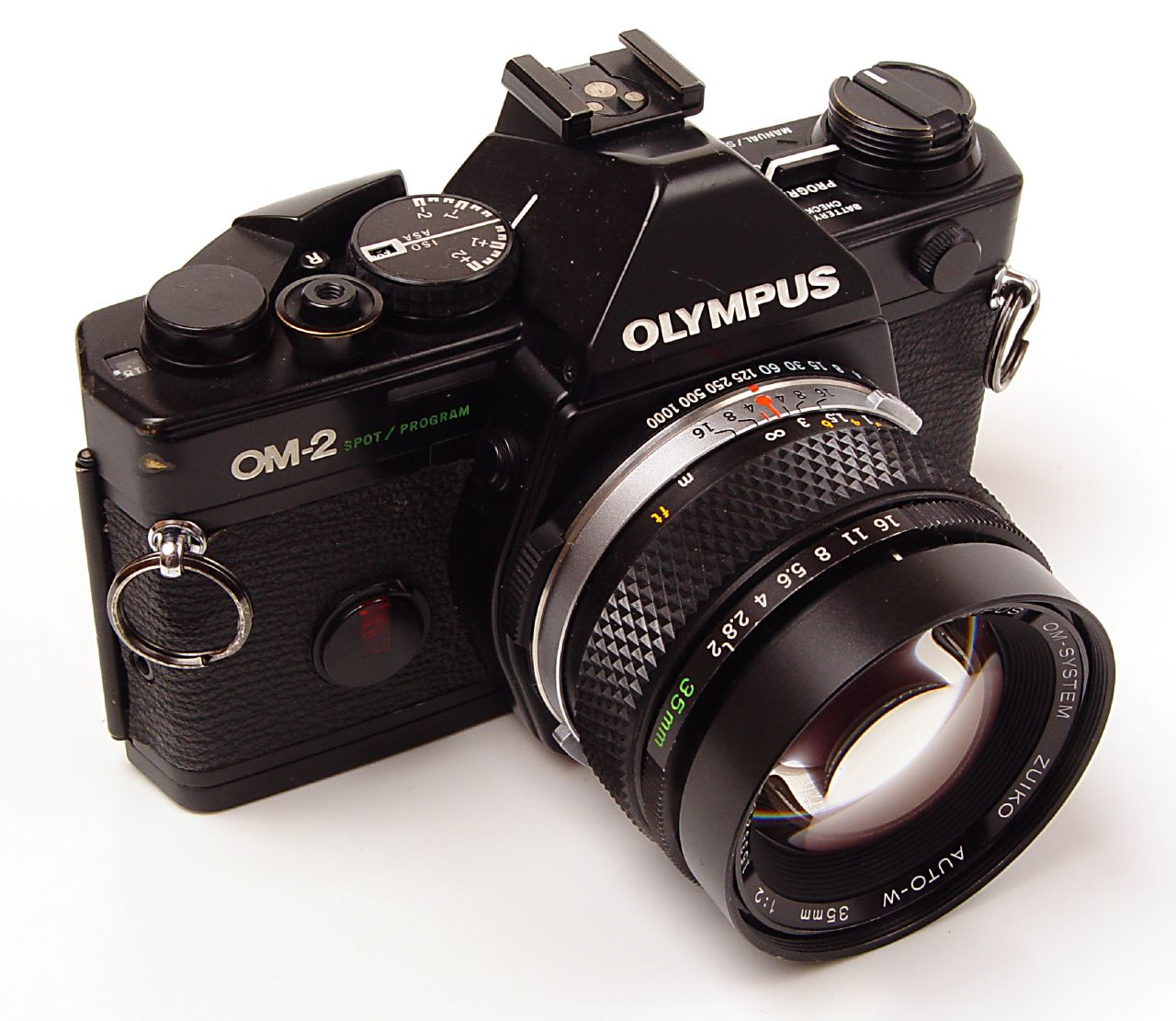
Olympus OM-2

Olympus est présent dans deux grands domaines :
1. la santé (plus de 85 % du chiffre d'affaires),
2. la recherche et l'industrie (environ 15 % du CA).

## Histoire
Créée le 12 octobre 1919 par Takeshi Yamashita (山下 長, Yamashita Takeshi) sous le nom Takachiho seisakusho (高千穂製作所, littéralement « fabrique Takachiho »), renommée Takachiho kōgaku kōgyō kabushiki-gaisha (高千穂光学工業株式会社, littéralement « industrie optique Takachiho SA ») le 28 mai 1942 puis Olympus kōgaku kōgyō kabushiki-gaisha (オリンパス光学工業株式会社, Orinpasu kōgaku kōgyō kabushiki-gaisha) le 1er janvier 1949 et enfin Olympus kabushiki-gaisha (オリンパス株式会社, Orinpasu kabushiki-gaisha) le 1er octobre 2003.
Dans la mythologie grecque, le mont Olympe est le lieu de résidence des douze principaux dieux. Le nom Olympus a été choisi par similitude avec le nom japonais Takamagahara, pic du mont Takachiho, lieu de résidence de huit millions de dieux et déesses.
La marque Olympus est enregistrée en février 1921. Ce logo est tout d'abord utilisé pour les microscopes et thermomètres médicaux, le rêve initial de Takeshi Yamashita étant de fabriquer le premier microscope japonais de façon industrielle. En 1936, l'entreprise se diversifie dans l'optique et la micromécanique, elle lance son premier appareil photo à soufflet, le Semi-Olympus I. Les brochures et les publicités dans les journaux pour les caméras utilisent par la suite ce logo. Le logo OLYMPUS Tokyo est encore en usage aujourd'hui. Il y eut une période où l'OIC a été utilisé à la place de Tokyo dans le logo (OIC acronyme d’Optical Industrial Company). 
Après la Seconde Guerre mondiale, le ministère de l'industrie japonaise impulse un important programme de santé auquel participe Olympus en fabriquant des endoscopes, les Japonais ayant un taux de cancer gastrique élevé pour des raisons génétiques et alimentaires. Ces endoscopes utilisent la fibre optique qui remplace les lampes à incandescence et les images sont ramenées par l'appareil photo branché au bout de l'endoscope. 
En 2008, Olympus présente un nouveau format de capteur, le micro 4/3, qui permet de créer des petits appareils photo numériques proches des reflex mais simplifiés car sans visée reflex et accessibles au grand public. L'Olympus PEN E-P1 (en) est ainsi le premier appareil photographique hybride sur le marché.

### Scandale Olympus
En octobre et novembre 2011, un scandale de comptes falsifiés, de commissions et d'acquisitions douteuses secoue la société. Le scandale éclate à la suite du licenciement pour cause de « méthode de travail inappropriée » du PDG britannique Michael Woodford le 14 octobre. Le lendemain, celui-ci déclare que « son renvoi s’explique en réalité par ses demandes d’explications concernant des paiements indus lors du rachat de quatre sociétés par Olympus ».
Un comité d’experts indépendants est alors mis en place, dont les premières conclusions sont présentées en conférence de presse, le 8 novembre suivant, mettant en cause des honoraires versés en marge de l’acquisition d’un groupe britannique d’instruments chirurgicaux en 2007 (687 millions de dollars), ainsi que la somme payée pour l’achat de trois petites entreprises japonaises entre 2006 et 2008 (936 millions de dollars), jugés excessifs. Une partie au moins de ces fonds aurait servi à la direction d’Olympus pour combler des pertes subies sur des investissements financiers dans les années 1990. Le nouveau patron, Shuichi Takayama, s'excuse alors publiquement devant les caméras,.
La société a rejeté le blâme pour cette comptabilisation inappropriée sur l'ex-président Tsuyoshi Kikukawa, son auditeur interne Hideo Yamada et le vice-président exécutif Hisashi Mori. Le titre a perdu 70 % de sa valeur boursière en trois semaines. Les 687 millions de dollars d'honoraires versés pour la prise de contrôle, pour deux milliards de dollars, de la société britannique Gyrus serait, en proportion, l'honoraire de conseil le plus élevé jamais enregistré, selon les données Thomson Reuters.
Le quotidien américain New York Times, fin novembre, fait état d'un manque de 4,9 milliards de dollars dans le bilan d’Olympus. Le groupe aurait en réalité payé des honoraires de 6,3 milliards de dollars de 2000 à 2009, mais seul 1,4 milliard aurait été comptabilisé. Les enquêteurs japonais auraient d'ores et déjà pointé du doigt certaines transactions avec des sociétés liées à la mafia japonaise, les yakuzas, ce que récuse la direction du groupe d'électronique. Si les allégations du New York Times sont confirmées, le « scandale Olympus » serait la plus importante fraude financière au Japon.
Le 10 janvier 2012, Olympus annonce lancer des poursuites contre 19 anciens ou actuels membres de son conseil d'administration, et demande aux responsables encore en poste de démissionner au printemps. L'ancien et le nouveau PDG, Tsuyoshi Kikukawa et Shuichi Takayama, sont concernés. Le 7 mars, Tsuyoshi Kikukawa, le directeur général adjoint Hisashi Mori et le contrôleur de gestion Hideo Yamada sont mis en examen, pour une fraude d'1,7 milliard de dollars.
En juin 2012, Olympus annonce un plan d'économie comprenant la suppression de 2 700 emplois d'ici à mars 2014, soit 7 % de ses effectifs mondiaux. En août, le groupe annonce la vente de sa filiale de distribution de téléphones portables, ITX, pour 53 milliards de yens (530 millions d'euros).
Le 13 novembre 2012, le groupe annonce que 49 investisseurs institutionnels ont déposé plainte pour être dédommagés à la suite des conséquences du scandale.
Le 3 juillet 2013, Tsuyoshi Kikukawa, Hideo Yamada et Hisashi Mori sont jugés coupables de malversations via le camouflage de pertes de plus de 130 milliards de yens (plus d'un milliard d'euros), et sont condamnés, pour les deux premiers à trois ans d'emprisonnement avec sursis accompagnés d'une mise à l'épreuve de cinq ans, et de deux ans et six mois d'emprisonnement avec sursis accompagnés d'une mise à l'épreuve de quatre ans pour le troisième. Olympus est condamné à une amende de 700 millions de yens (5,5 millions d'euros), contre un milliard de yens requis. L'entreprise s'était déjà acquitté d'une sanction de 192 millions de yens décidée en juillet 2012 par l'Agence des services financiers.
Le 4 septembre 2013, Olympus annonce avoir reçu une notification de poursuite pour falsifications comptables de la part du Bureau britannique des fraudes graves, découlant de ce scandale.
En juin 2020, Olympus annonce son intention de vendre son activité consacrée à la photographie. Olympus cède le 29 septembre 2020 sa division photo au fonds d'investissement Japan Industrial Partners (日本産業パートナーズ) sous la forme d'une entreprise nommée OM Digital Solutions (OMデジタルソリューションズ), les produits étant commercialisés sous le nom OM System.
En août 2022, Olympus annonce la vente de ses activités dans les microscopes, les endoscopes et les rayons X pour 3,1 milliards de dollars.

## Photo

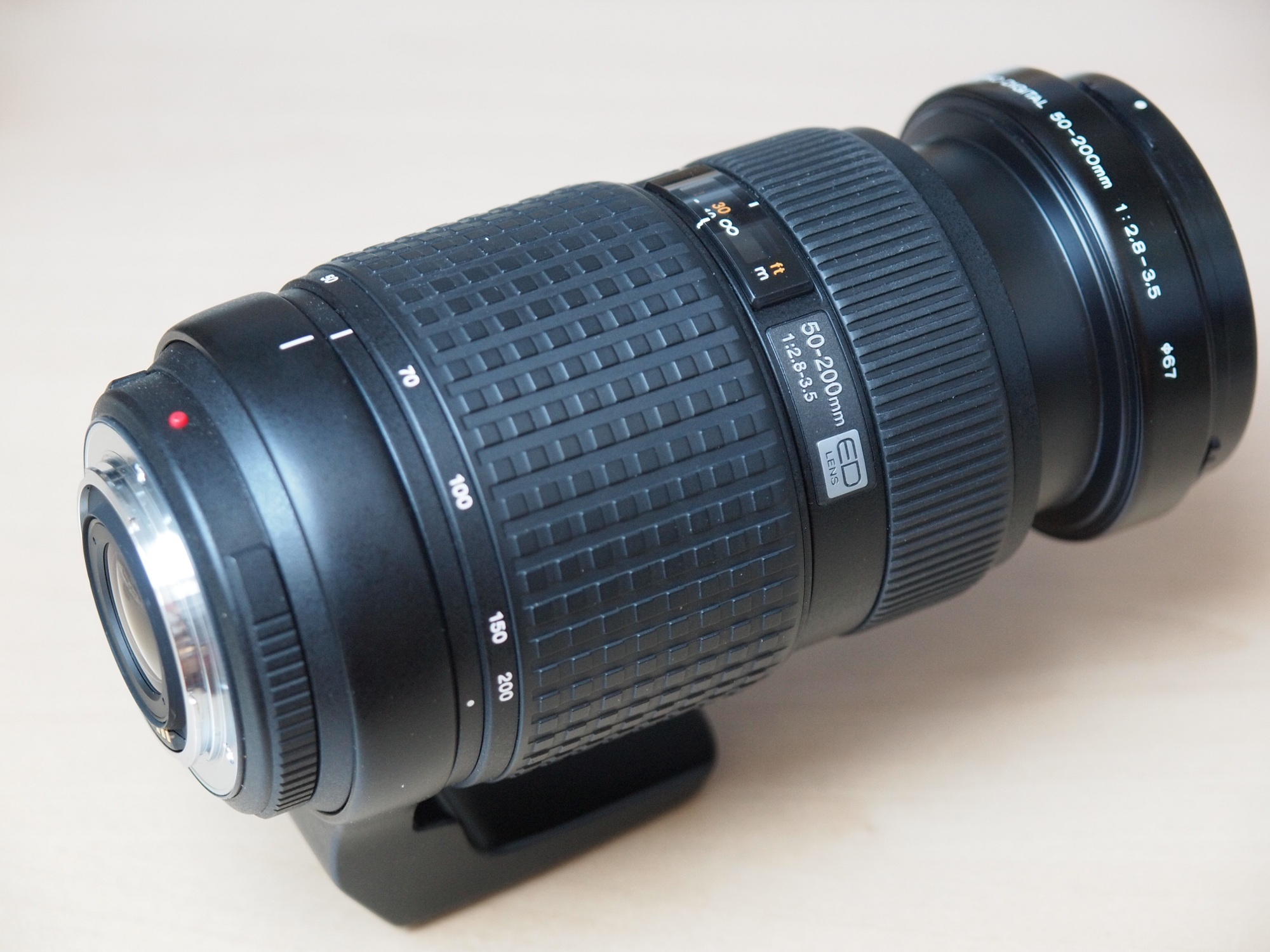
Objectif Olympus 50-200

### Modèles argentiques

#### Format 120
- Semi Olympus (1936)
- Semi Olympus II

#### 35 mm 24x36 compacts et télémétriques
- 35
- 35 S (1955)
- 35 S II (1957)
- ACE (à objectifs interchangeables)
- Auto
- Auto Eye
- Auto S
- S
- TRIP 35
- 35 LC
- 35 LE
- 35 SP
- 35 SPn
- 35 UC
- 35 RC (1970)
- 35 ED (1974)
- 35 RD
- 35 DC
- 35 EC
- 35 ECR
- 35 EC2
- XA (1979)
- XA-1 (1980)
- XA-2 (1980)
- XA-3 (1985)
- XA-4 (1985)

#### 35 mm 18x24 (demi-format)
- PEN

le premier demi format, ce qui permettait de faire 72 photos avec la pellicule de 36 poses. Petit appareil, léger, avec la cellule entourant l'objectif fixe. Ensuite des évolutions minimes jusqu'au PEN F.
- PEN EE (1961)
- PEN EE2
- PEN EE3
- PEN D
- PEN F (1963)

La révolution en introduisant le premier vrai reflex en demi format. Petit, maniable et doté d'un riche choix d'objectifs démontables. Le premier F a un logo stylisé, pas de retardateur, pas de cellule. Autres versions, le FT avec cellule, le FV sans cellule.
- PEN EED
- PEN FT (1966)
- PEN FV (1966)

Les PEN F et FT bénéficiaient de la très belle qualité des objectifs de la gamme OM en plus petite taille.
Aujourd'hui ces appareils sont recherchés par les collectionneurs.

#### 35 mm 24x36 reflex
- FTL (1971)
- OM-1 (1972)
- OM-1N (1979)
- OM-2N (1979)
- OM-2 (1975), évolution avec deux cellules CDS
- OM-10 (1979)
- OM-20 (1983)
- OM-3 (1983), le modèle pro en manuel
- OM-30 (1983)
- OM-2 spot/program (1984)
- OM-4 (1984), le haut de gamme, mais forte consommation de la pile.
- OM-40 (1985)
- OM-4 TI (1986), le must en titane, le chant du cygne de la gamme OM.
- OM-3 TI (1995)
- OM-2000 (1997)

Les appareils actuellement recherchés par les collectionneurs sont les OM-3, OM-3 TI, OM-4 TI.

### Modèles numériques

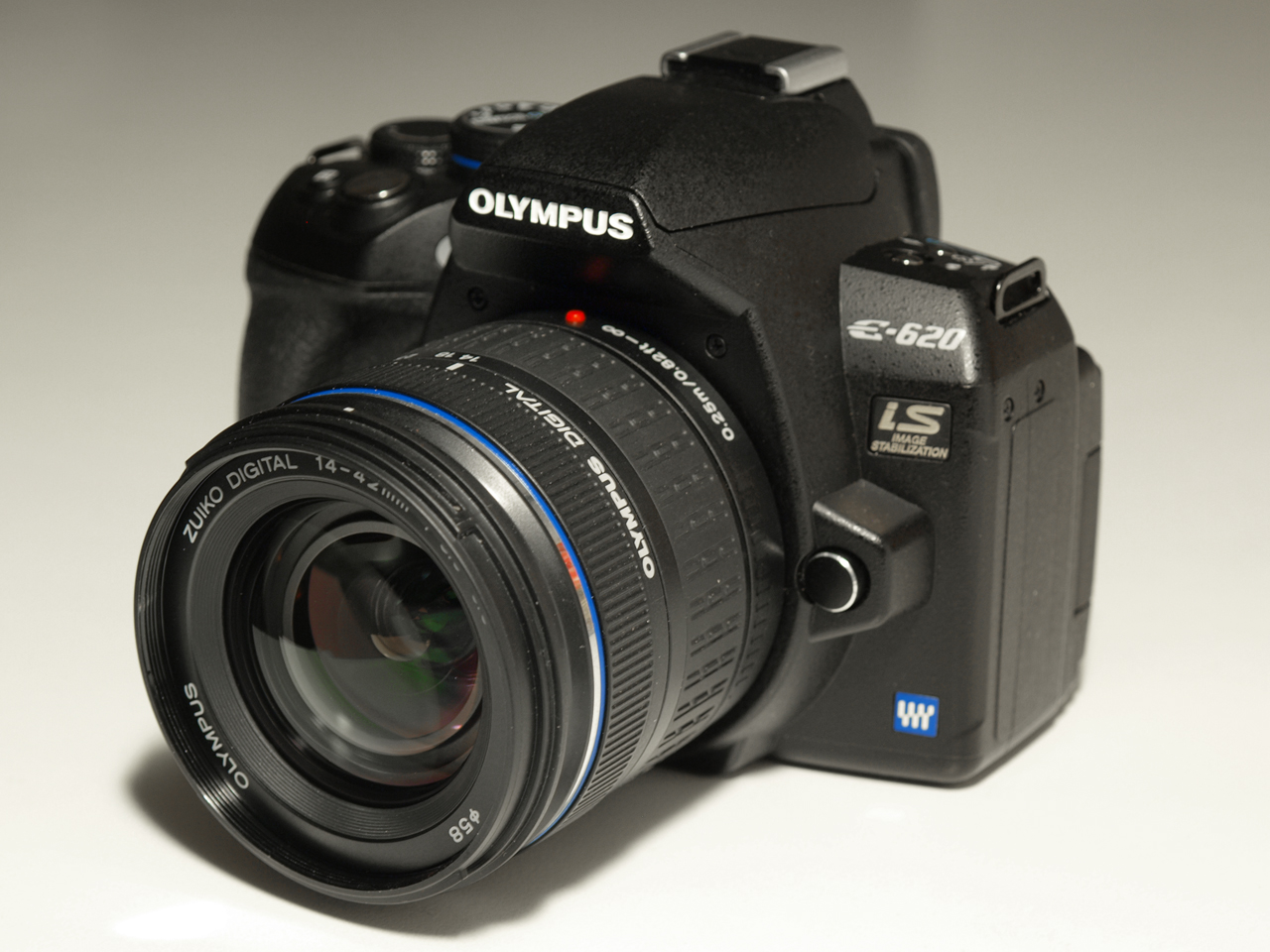
Olympus E-620

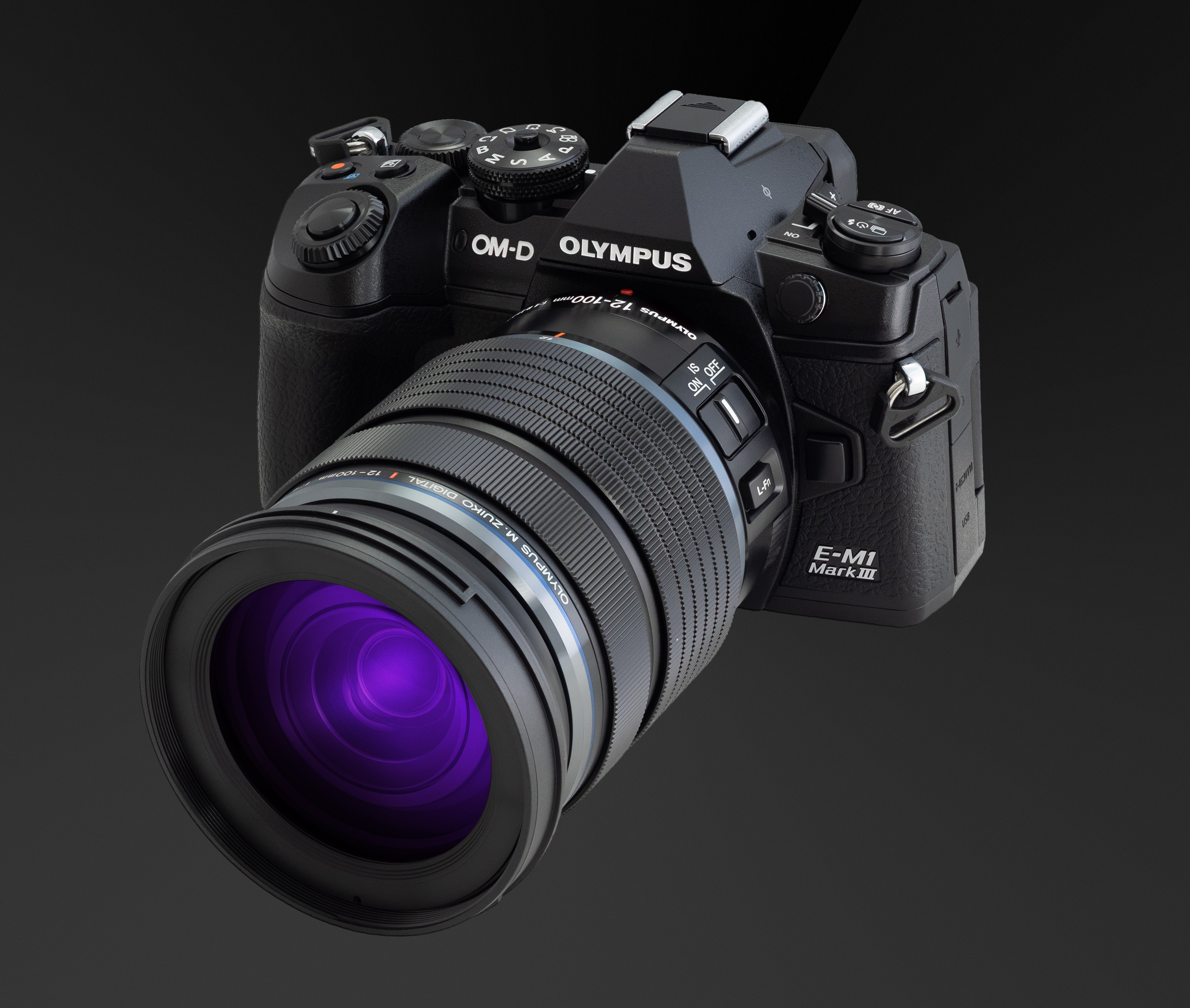
Olympus E-M1 Mark III avec un objectif Zuiko Digital 12-100mm

#### Production actuelle
- Gamme « Design »

Olympus μ (Mju)
- Gamme « Créativité »

Olympus SP
- Gamme «  Simplicité »

Olympus FE
- Gamme « Reflex numérique »

Olympus E

#### Production arrêtée
- Olympus Camedia

### Monture numériqueFour Thirds4/3
Lors du passage de l'argentique au numérique, Olympus a repensé les formules optiques de ses objectifs pour éliminer le défaut des capteurs numériques qu'est la faible réponse de la cellule avec des rayons inclinés. Les nouvelles formules optiques permettent que les rayons lumineux arrivent quasiment à la perpendiculaire de la cellule pour une meilleure réponse.
Cette monture, ouverte à d'autres constructeurs, a aussi été choisie par Leica, BlackMagic et Panasonic (marque Lumix).
Olympus a donc créé sa nouvelle gamme d'optique ZUIKO DIGITAL, divisée entre trois niveaux :
1. Standard : Optique de base à prix modérés
2. Pro : Optique lumineuse de haute qualité avec tropicalisation
3. Top Pro : Optique à ouverture fixe de haute qualité avec tropicalisation

## Domaine de la santé
Le groupe dispose d'un savoir-faire en matière d'imagerie médicale à haute valeur ajoutée et de matériel endoscopique. L'endoscopie, la microscopie et le matériel chirurgical comptent pour plus de 50 % du chiffre d’affaires, mais 80 % des bénéfices d’Olympus. Mais, le 17 mai 2011, lors de la présentation de ses résultats annuels, il a annoncé créer une filiale Olympus Biotech-France d'Olympus Biotech-Tokyo (après avoir fait de même aux États-Unis). 
L'antenne française s'installera à Lyon et sera consacrée à la médecine régénérative (substituts osseux, derme artificiel ou produits dentaires), domaine déjà exploré en collaboration avec le laboratoire japonais Kaken et via le rachat de produits de Stryker Biotech. Son rôle semble plutôt commercial (2 chercheurs en a R&D pour 17 personnes pour la logistique (en Irlande) et 20 commerciaux devant couvrir l’Europe.
C'est une diversification qui devrait aider le groupe à affronter une diminution du nombre d'appareils photos vendus et les difficultés induites par la catastrophe de Fukushima (chiffre d'affaires de 7,4 milliards d'euros, en baisse de 4,1 % en un an, et bénéfice net diminué de 84,5 %).
En novembre 2020, Olympus annonce le rachat de FH Ortho, société française de produits orthopédiques, afin de se renforcer dans le secteur de la chirurgie orthopédique mini-invasive. Olympus espère ainsi développer ses canaux de distribution internationaux pour ses propres produits orthopédiques, et vendre certains produits de FH Ortho au Japon.

## Données économiques

### Actionnaires de la société
Liste des principaux actionnaires de l'entreprise au 17 avril 2022 :
| Actionnaire                                     | %      |
| ----------------------------------------------- | ------ |
| Nomura Asset Management                         | 5,86 % |
| en:Baillie Gifford                              | 5,05 % |
| Capital Research & Management (World Investors) | 4,66 % |
| Sumitomo Mitsui Banking Pension Fund            | 3,51 % |
| Nikko Asset Management                          | 3,24 % |
| Sumitomo Mitsui Trust Asset Management          | 2,87 % |
| Daiwa Asset Management                          | 2,74 % |
| Mitsubishi UFJ Financial Group                  | 2,35 % |
| The Vanguard Group                              | 2,07 % |
| Olympus Corporation (autodétention)             | 2,02 % |

### Principaux concurrents
- Canon
- Fuji
- Nikon
- Pentax
- Sigma
- Sony
- Panasonic